# Mukawa
Mukawa (むかわ町, Mukawa-chō), est un bourg du district de Yūfutsu, dans la sous-préfecture d'Iburi, sur l'île de Hokkaidō, au Japon.

## Toponymie
Le toponyme « Mukawa » dérive du mot mukappetsu, d'origine aïnoue, langue parlée par le peuple autochtone de l'île de Hokkaidō et signifiant « endroit où l'embouchure du fleuve ne cesse de se déplacer ». Une autre théorie affirme qu'il dérive du terme aïnou mutsukeatsu (« lieu où poussent de nombreux Codonopsis lanceolata (en) », une plante de la famille des campanulacées).

## Géographie

### Situation
Le bourg de Mukawa est situé dans le sud l'île de Hokkaidō, au Japon, au bord de l'océan Pacifique,.

### Démographie
Lors du recensement national de 2015, la population de la ville de Mukawa était de 8 596 habitants répartis sur une superficie de 711,36 km2,.

### Topographie
Le bourg de Mukawa s'étend sur les contreforts ouest des monts Hidaka, au sud-ouest des monts Yūbari. La partie méridionale de la municipalité dessine une façade maritime au bord de l'océan Pacifique.

### Hydrographie
Mukawa est traversé du nord au sud par le fleuve Mu (en), un cours d'eau qui prend sa source dans les monts Yūbari et serpente sur 135 km avant de rejoindre son embouchure, à Mukawa, dans l'océan Pacifique,.

### Géologie
Le sol de Mukawa est essentiellement constitué de cendres volcaniques et de tourbières. Sa partie méridionale, au bord de l'océan Pacifique, forme une plaine alluviale, dans le bassin versant du fleuve Mu.

## Histoire
En 2006, les bourg de Hobetsu et de Mukawa fusionnent pour former la municipalité de Mukawa, dont le statut reste celui d'un bourg mais dont la graphie du nom « 鵡川町 », qui correspondait à celle du fleuve Mu, est changée en « むかわ町 ».

## Économie
L'économie du bourg de Mukawa est principalement tournée vers l'agriculture, produisant du riz, divers légumes (épinards, citrouilles, pommes de terre, choux cabus, ignames de Chine, etc.), des fruits, notamment des melons, des fleurs, depuis le début des années 1960, et pratiquant l'élevage bovin (exploitation de la race wagyu),. Mukawa pratique la culture de l'argousier à des fins alimentaires, horticoles et médicinales. Le bourg s'est aussi fait une spécialité de pêche au shishamo, une ressource alimentaire naturelle puisée dans les eaux du fleuve Mu,.

## Culture locale et patrimoine

### Patrimoine historique

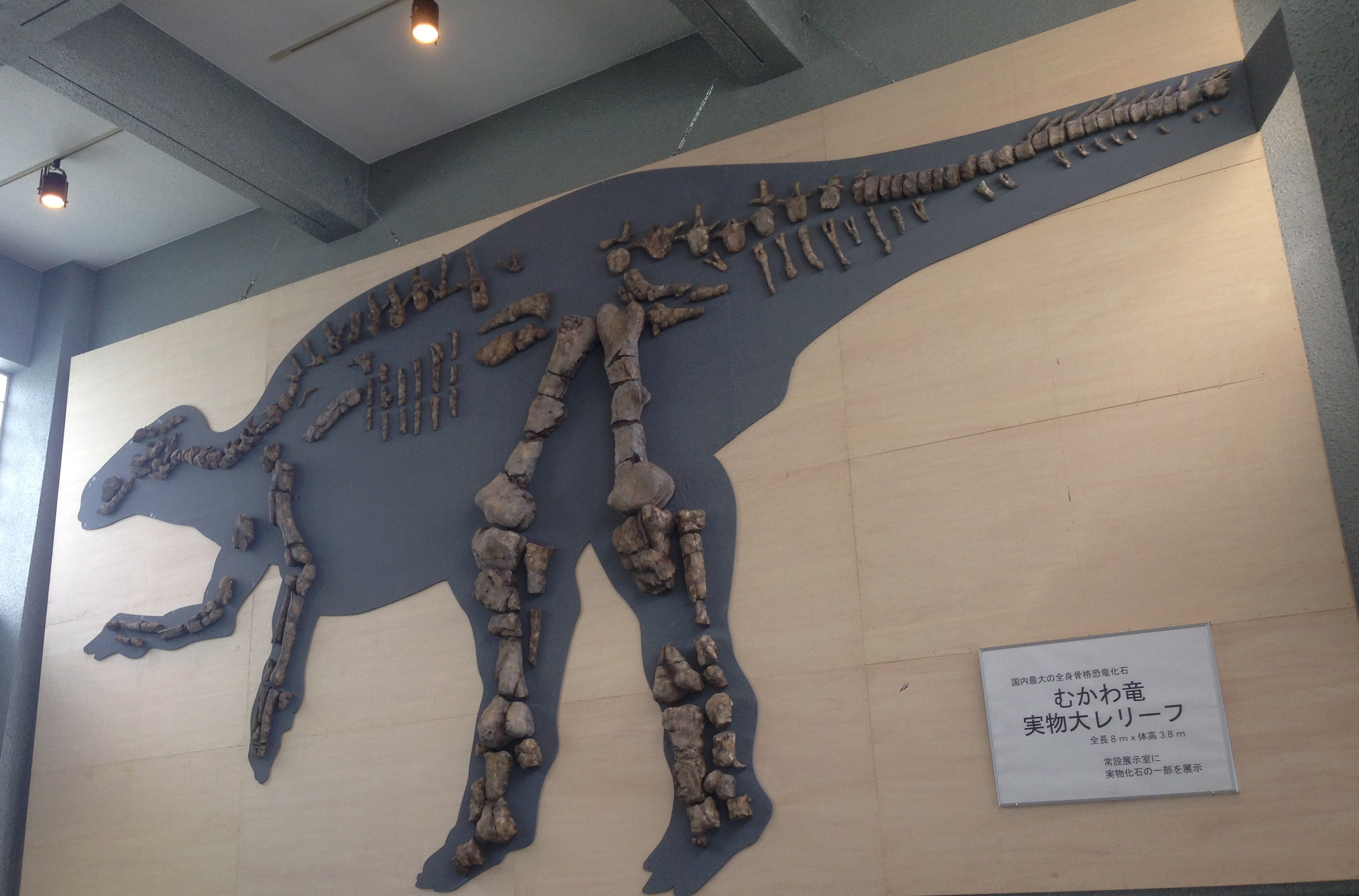
Squelette reconstitué de Mukawaryū (« dragon de Mukawa »), le spécimen de Kamuysaurus japonicus découvert à Mukawa, en 2003.

Mukawa possède un musée d'histoire naturelle : le muséum Hobetsu, devenu célèbre dans le monde entier en septembre 2019, après l'annonce par des chercheurs de l'université de Hokkaidō de l'identification d'une nouvelle espèce de dinosaures : Kamuysaurus japonicus, unique représentant du genre Kamuysaurus,. Le squelette presque complet de l'animal préhistorique est exposé dans une galerie du musée.

### Gastronomie
Des spécialités culinaires de Mukawa mettent en valeur une ressource naturelle locale : le shishamo. Cet éperlan marin pêché dans le fleuve Mu est préparé en grillade, friture, tempura, sashimi, sushi ou encore en nabe.

## Symboles municipaux
La bannière de Mukawa est composée d'une forme stylisée de la première syllabe du nom du bourg : « ム » (« mu »), syllabe du syllabaire japonais hiragana. La partie gauche, de couleur verte, représente les bienfaits de la couverture forestière du bourg ; celle de droite, constituée de trois bandes bleues, un ciel bleu dégagé, la mer et le cours d'eau local. Au centre, un disque rouge représente l'union et la vitalité. Le mouvement de l'ensemble suggère l'idée d'une communauté humaine vivant en harmonie avec la nature environnante.
L'if du Japon et l'épicéa de Sakhaline sont les deux arbres symboles de Mukawa, la fleur de l'azalée sa fleur symbole, et le shishamo est son poisson symbole.

## Personnalités liées à la municipalité
- Akira Suzuki (né à Mukawa en 1930), chimiste, lauréat du prix Nobel de chimie 2010.